# نقطة-دفاع

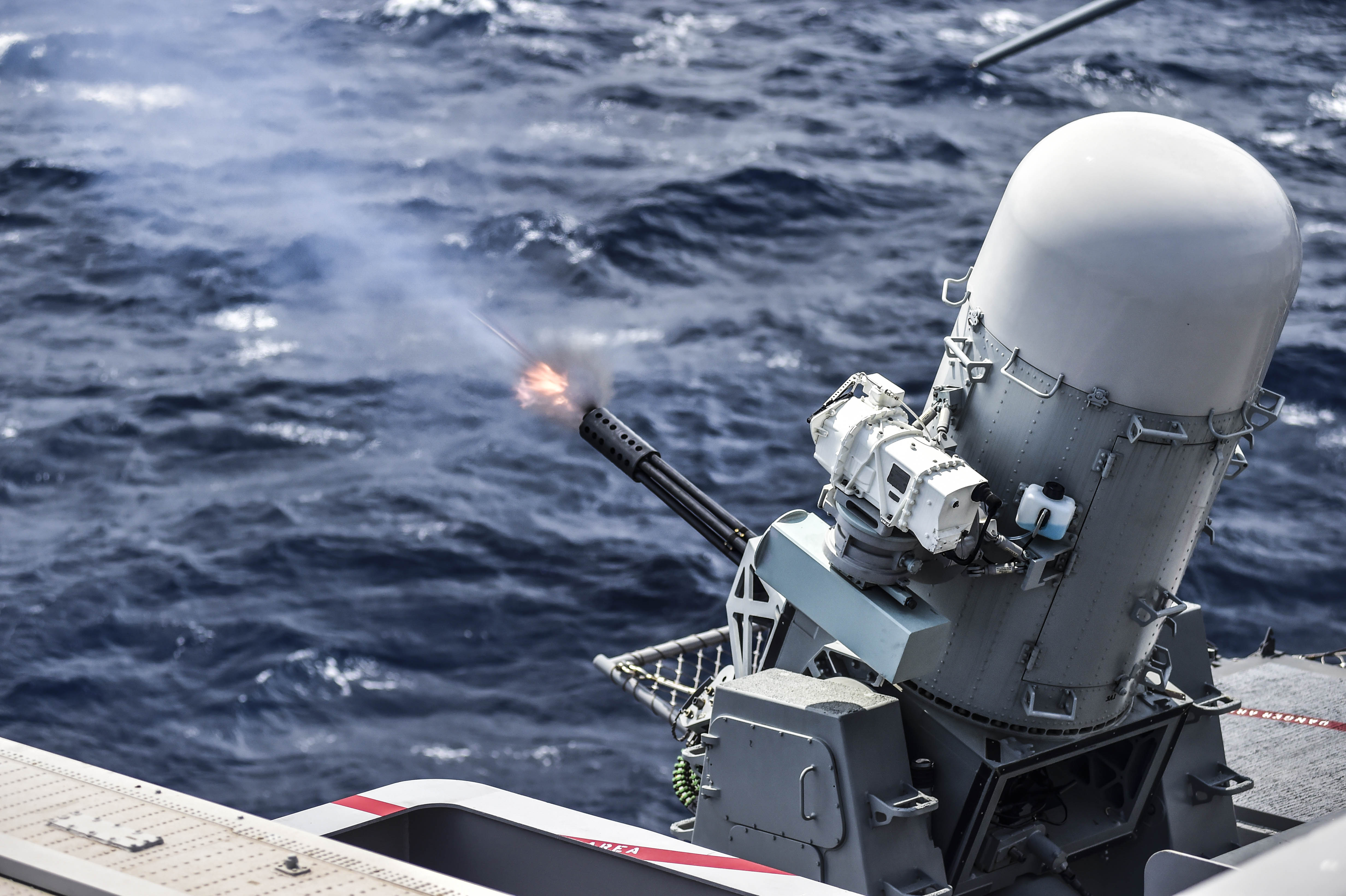

نقطة-دفاع  (أو الدفاع عن النقطة؛ انظر الاختلافات الإملائية ) هو الدفاع عن جسم واحد أو منطقة محدودة، على سبيل المثال سفينة أو مبنى أو مطار، وعادة ما يكون الآن ضد الهجمات الجوية والصواريخ الموجهة. تمتلك أسلحة الدفاع عن النقاط نطاقًا أصغر على عكس أنظمة الدفاع الجوي ويتم وضعها بالقرب من الكائن المراد حمايته أو فوقه.
قد يشمل الدفاع عن النقاط:
- طائرة اعتراضية قصيرة المدى
- نظام أسلحة القتال القريب على متن سفينة
- مدافع أرضية مضادة للطائرات قصيرة المدى أو أنظمة صواريخ أرض-جو
- أنظمة الحماية النشطة على الدبابات أو المركبات القتالية المدرعة الأخرى

المدفعية الساحلية لحماية الموانئ متشابهة من الناحية المفاهيمية، ولكن بشكل عام لا تصنف على أنها نقطة دفاع. وبالمثل، فإن الأنظمة السلبية - الإجراءات الإلكترونية المضادة ، والشراك الخداعية، والنافذة، والمشاعل، والبالونات، لا تعتبر دفاعًا عن الهدف.

## أمثلة
- باكيم با 349 ناتار - طائرة اعتراضية ألمانيًة تعمل بالقوة الصاروخية في الحرب العالمية الثانية. (نماذج أولية فقط)
- مسرشميت مي 163 - طائرة اعتراضية صاروخ ألمانية من عصر الحرب العالمية الثانية.
- نظام فالانكس (CIWS) الصاروخي - مدفع إم-61 فولكان 20 ملم مثبت على قاعدة دوارة. يستخدم بشكل ملحوظ على جميع المقاتلات السطحية الرئيسية في البحرية الأمريكية.[2]
- Kashtan CIWS - CIWS Gun-Missile في الخدمة الحالية في البحرية الروسية.
- آر أي إم-116 صاروخ ذو هيكل دوار قيد الاستخدام الحالي في البحرية الأمريكية.
- تايب 730 - قيد الاستخدام الحالي من قبل البحرية الصينية.
- Arena APS - نظام دفاع نقطي روسي للمركبات المدرعة الفردية.